# Аккахарью
А́ккахарью (фин. Akkaharju) — посёлок в Элисенваарском сельском поселении Лахденпохского района Республики Карелия. В посёлке находится остановочный пункт (в прошлом — станция) на 201,9 км между остановочными пунктами 199 км — Ихала. Станция разобрана, вокзал закрыт. В настоящее время постоянное население в посёлке отсутствует.

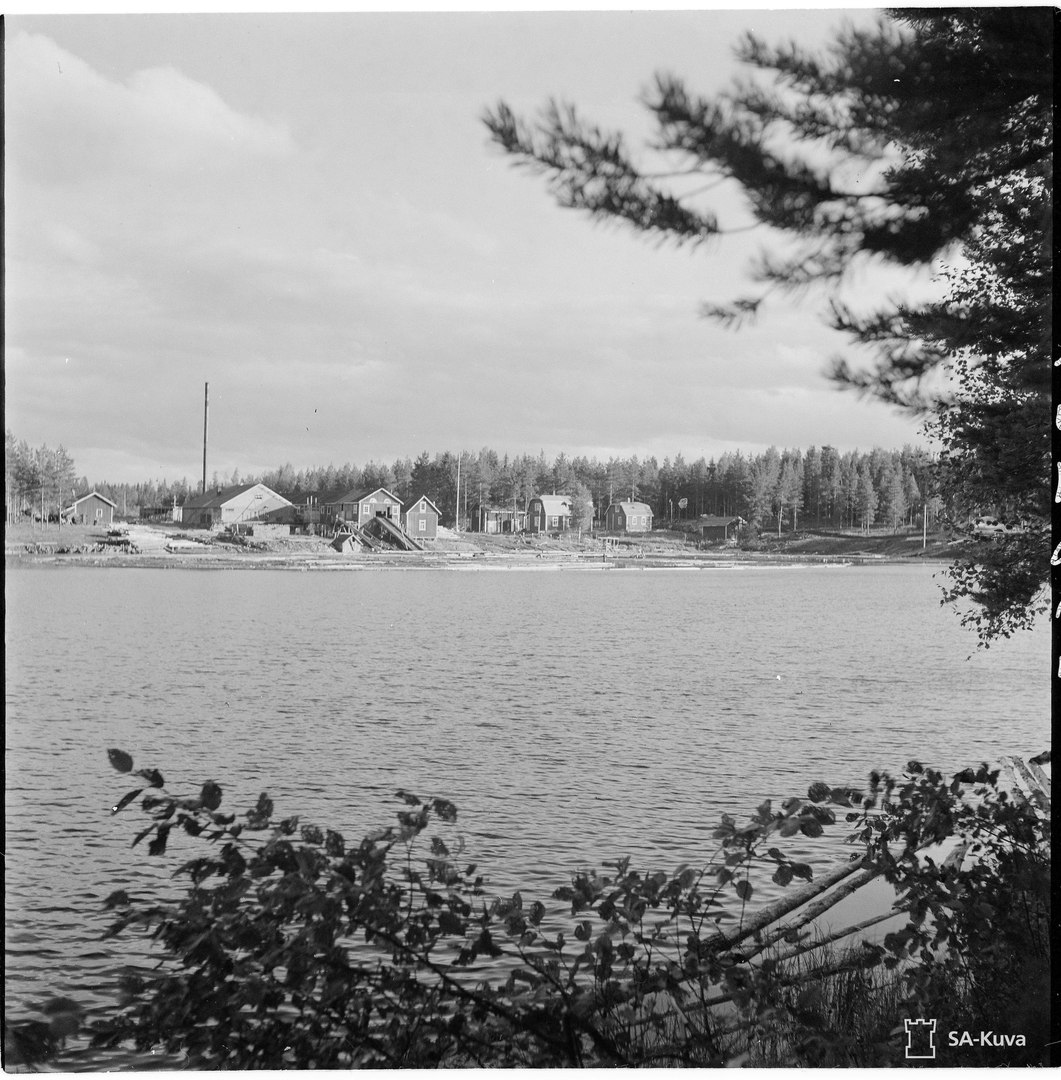
Лесопилка на оз. Ликолампи, 1943 год

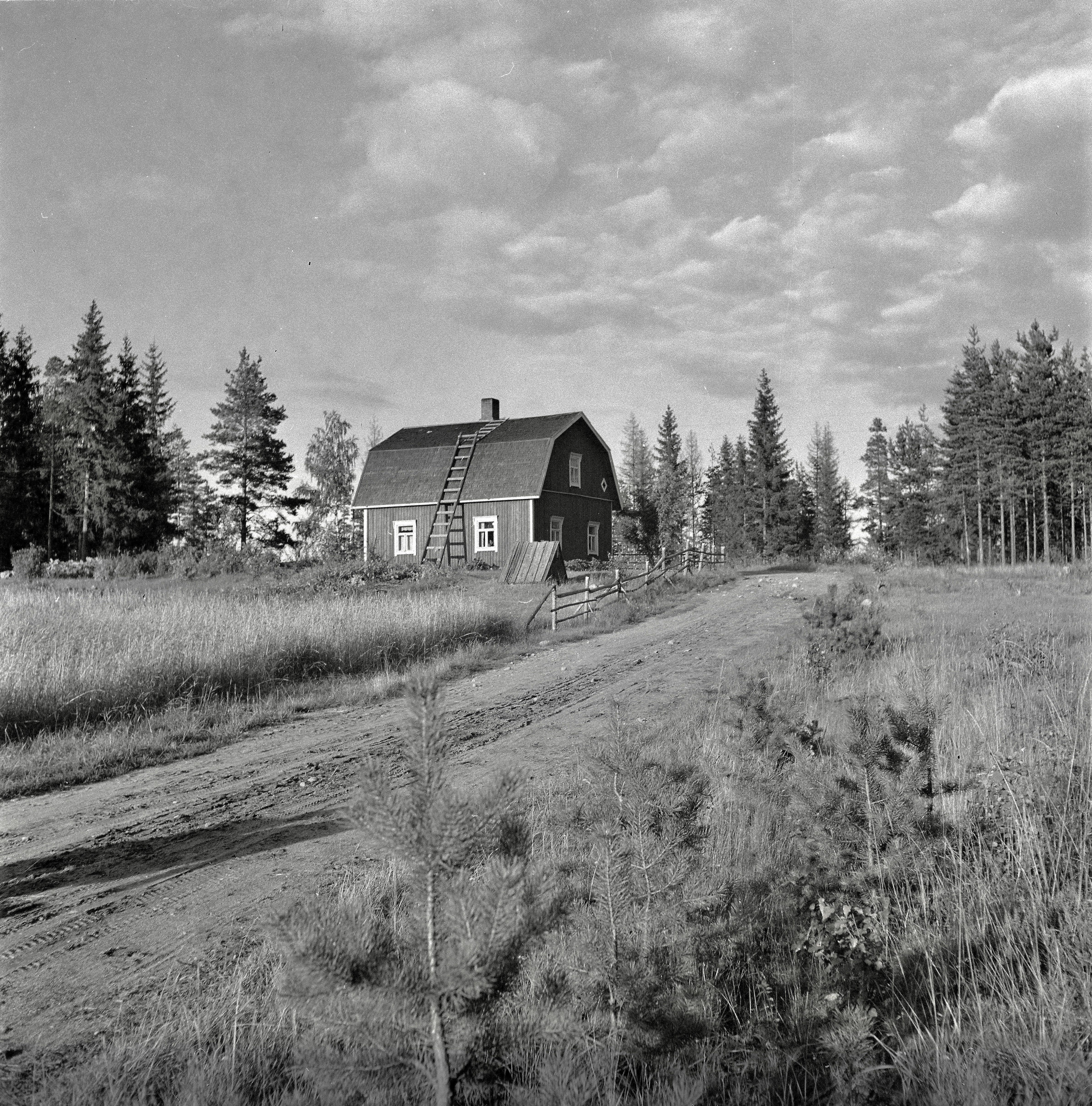
пос. Аккахарью, 15 августа 1943 год

## География
В полукилометре от посёлка находится ламба Ликолампи (фин. Likolampi), на южном берегу которого до 1944 года располагалась лесопилка, от которой к станции Аккахарью подходил подъездной путь. В двух километрах от бывшей станции находится коттеджный городок Костамоярви.

## Топоним
В переводе с финского Аккахарью означает «Бабий гребень».

## Население
| 2002 | 2009 | 2010 | 2013 |
| ---- | ---- | ---- | ---- |
| 0    | →0   | →0   | →0   |

## Инфраструктура
Было развито лесозаготовительная промышленность.
Действует остановочный пункт.

## Транспорт
Железнодорожный транспорт. Лесные дороги.